# Platonische Kohlenwasserstoffe
Als platonische Kohlenwasserstoffe bezeichnet man jene gesättigten Kohlenwasserstoffe, deren Kohlenstoffgerüste die geometrischen Strukturen platonischer Körper besitzen. Hierbei handelt es sich um die Verbindungen Tetrahedran (Tetraeder), Cuban (Würfel), Octahedran (Oktaeder), Dodecahedran (Dodekaeder) und Icosahedran (Ikosaeder).

Tetrahedran
Cuban
Dodecahedran

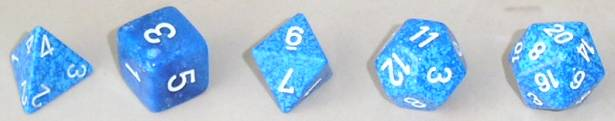
Die platonischen Körper anhand von Würfeln, wie sie bei Rollenspielen eingesetzt werden.

Aus orbitalsymmetrischen Gründen besitzen Octahedran und Icosahedran jedoch nur theoretischen Charakter und sind potentiell nicht als reale Moleküle darstellbar. Im Falle des Octahedrans müssten die vier Bindungen der Gerüstkohlenstoffatome in Richtung der Eckpunkte der quadratischen Ebene des Oktaeders zeigen, was eine solch starke Abweichung vom Tetraederwinkel der sp3-Hybridorbitale der Kohlenstoffatome bedeuten würde, dass keine Bindungsbildung möglich ist. Im Icosahedran müssten zur Ausbildung der Struktur zusätzlich die vierbindigen Kohlenstoffatome eine fünfte Bindung ausbilden.
Tetrahedran konnte bisher auf Grund seiner hohen Ringspannung noch nicht synthetisiert werden, jedoch konnte dessen Tetrakis(tert-Butyl)-Derivat  1978 hergestellt werden. Die ausladenden tert-Butylreste stabilisieren hierbei die gespannte Struktur des Tetrahedrangerüsts.
Die Spannungsenergien der drei bekannten Verbindungen nehmen vom Tetrahedran über das Cuban zum Dodekahedran hin ab.
Zur Synthese von Cuban und Dodecahedran sind einige Routen bekannt. Cuban wurde erstmals 1964 und Dodecahedran erstmals 1982 synthetisiert.